# 샤리프 앳킨스
샤리프 앳킨스(Sharif Atkins, 1975년 1월 29일 ~ )는 미국의 배우이다.

## 출연 작품
- 디 옥셔너 (2018)
- 디 오픈 하우스 (2018)
- 화이트 칼라 6  (2014)
- 가디언즈 오브 갤럭시 (2014)
- 화이트 칼라 5 (2013)
- 화이트 칼라 4 (2012)
- 프리처스 키드 (2010)
- 화이트 칼라 1 (2009)
- 넘버스 시즌1 (2005)
- 4400 (2004)
- 이브 (2003)
- 더 빅 타임 (2002)
- ER (1994)